# Rekordy mistrzostw Afryki juniorów w lekkoatletyce
Rekordy mistrzostw Afryki juniorów w lekkoatletyce – najlepsze rezultaty w historii tej imprezy.

## Mężczyźni
| Konkurencja                        | Rezultat       | Zawodnik                                                                        | Miejsce uzyskania | Rok  |
| ---------------------------------- | -------------- | ------------------------------------------------------------------------------- | ----------------- | ---- |
| bieg na 100 m                      | 10,29 +0,5 m/s | Enoch Olaoluwa Adegoke                                                          | Abidżan           | 2019 |
| bieg na 200 m                      | 20,22 +1,1 m/s | Clarence Munyai                                                                 | Tilimsan          | 2017 |
| bieg na 400 m                      | 44,91          | Busang Kebinatshipi                                                             | Ndola             | 2023 |
| bieg na 800 m                      | 1:45,25        | Ngeno Kipngetich                                                                | Abidżan           | 2019 |
| bieg na 1500 m                     | 3:35,43        | Hillary Maiyo                                                                   | Gaborone          | 2011 |
| bieg na 5000 m                     | 13:13,06       | Edward Zakayo                                                                   | Abidżan           | 2019 |
| bieg na 10 000 m                   | 27:55,74       | Geoffrey Kirui                                                                  | Gaborone          | 2011 |
| bieg na 110 m przez płotki (99 cm) | 13,61 +1,8 m/s | Atuma Ifeanyichukwu                                                             | Addis Abeba       | 2015 |
| bieg na 400 m przez płotki         | 50,05          | Cornel Fredericks                                                               | Bambous           | 2009 |
| bieg na 3000 m z przeszkodami      | 8:19,84        | Raymond Yator                                                                   | Tunis             | 1999 |
| sztafeta 4 × 100 m                 | 39,51          | Wybrzeże Kości Słoniowej · Yves Sonan · Ahmed Douhou · Ade Bayo · Ibrahim Meité | Bouaké            | 1995 |
| sztafeta 4 × 400 m                 | 3:06,66        | Nigeria · Victor Sampson · David Akhalu · Gafar Badmus · Ezekiel Asuquo         | Abeokuta          | 2025 |
| skok wzwyż                         | 2,18           | Breyton Poole                                                                   | Abidżan           | 2019 |
| skok o tyczce                      | 5,30           | Cheyne Rahme                                                                    | Bambous           | 2009 |
| skok w dal                         | 7,79           | Keenan Watson                                                                   | Wagadugu          | 2007 |
| trójskok                           | 16,30 0,0 m/s  | Chengetayi Mapaya                                                               | Tilimsan          | 2017 |
| pchnięcie kulą (6 kg)              | 20,66          | Mohamed Magdi Hamza                                                             | Addis Abeba       | 2015 |
| rzut dyskiem (1,75 kg)             | 61,87          | Omar Ahmed El Ghazaly                                                           | Garoua            | 2003 |
| rzut młotem (6 kg)                 | 75,59          | Alaa Elaslry                                                                    | Bambous           | 2009 |
| rzut oszczepem                     | 77,45          | Willie Human                                                                    | Réduit            | 2001 |
| dziesięciobój                      | 7086 pkt       | Mohamed Benyahia                                                                | Ibadan            | 1997 |
| chód na 10 000 m                   | 44:43,47       | Yonanis Algaw Wale                                                              | Tilimsan          | 2017 |
| chód na 10 000 m                   | 44:43,47       | Bahaeddine Gatri                                                                | Tilimsan          | 2017 |

## Kobiety
| Konkurencja                   | Rezultat       | Zawodnik                                                                           | Miejsce uzyskania | Rok  |
| ----------------------------- | -------------- | ---------------------------------------------------------------------------------- | ----------------- | ---- |
| bieg na 100 m                 | 11,38 -1,0 m/s | Mercy Nku                                                                          | Bouaké            | 1995 |
| bieg na 200 m                 | 23,40 +1,1 m/s | Delphine Atangana                                                                  | Garoua            | 2003 |
| bieg na 400 m                 | 52,02          | Folashade Abugan                                                                   | Bambous           | 2009 |
| bieg na 800 m                 | 1:56,72        | Caster Semenya                                                                     | Bambous           | 2009 |
| bieg na 1500 m                | 4:08,01        | Caster Semenya                                                                     | Bambous           | 2009 |
| bieg na 3000 m                | 8:53,40        | Sally Barsosio                                                                     | Algier            | 1994 |
| bieg na 5000 m                | 15:24,66       | Caroline Chepkoech                                                                 | Gaborone          | 2011 |
| bieg na 10 000 m              | 33:49,10       | Birhan Dagne                                                                       | Algier            | 1994 |
| bieg na 100 m przez płotki    | 13,59 +1,7 m/s | Gnima Faye                                                                         | Garoua            | 2003 |
| bieg na 400 m przez płotki    | 57,37          | Rogail Joseph                                                                      | Abidżan           | 2019 |
| bieg na 2000 m z przeszkodami | 6:45,71        | Loice Kiptoo                                                                       | Garoua            | 2003 |
| bieg na 3000 m z przeszkodami | 9:48,56        | Fancy Cherono                                                                      | Abidżan           | 2019 |
| sztafeta 4 × 100 m            | 44,83          | Nigeria · Aniekeme Alphonsus · Omotayo Abolaji · Blessing Adiakerehawa · Ese Brume | Addis Abeba       | 2015 |
| sztafeta 4 × 400 m            | 3:37,99        | Nigeria                                                                            | Ibadan            | 1997 |
| skok wzwyż                    | 1,90           | Hestrie Storbeck                                                                   | Ibadan            | 1997 |
| skok o tyczce                 | 3,65           | Syrine Balti                                                                       | Tunis             | 1999 |
| skok w dal                    | 6,33 -0,7 m/s  | Ese Brume                                                                          | Addis Abeba       | 2015 |
| trójskok                      | 13,39          | Baya Rahouli                                                                       | Ibadan            | 1997 |
| pchnięcie kulą                | 16,93          | Marli Knoetze                                                                      | Radis             | 2005 |
| rzut dyskiem                  | 49,90          | Ischke Senekal                                                                     | Gaborone          | 2011 |
| rzut młotem                   | 60,63          | Rawan Aymen Barakat                                                                | Abidżan           | 2019 |
| rzut oszczepem                | 54,55          | Tazmin Brits                                                                       | Bambous           | 2009 |
| siedmiobój                    | 5366 pkt       | Margaret Simpson                                                                   | Tunis             | 1999 |
| chód na 5000 m                | 22:59,19       | Aynalem Eshetu                                                                     | Gaborone          | 2011 |
| chód na 10 000 m              | 52:14,73       | Ayalnesh Dejene Nigatu                                                             | Tilimsan          | 2017 |